# Sabit Rrustemi
Sabit Rrustemi (ur. 3 kwietnia 1959 w Terziaju) – jugosłowiański i kosowski prozaik, działacz polityczny.

## Życiorys
Ukończył szkołę podstawową w Zhegërze oraz szkołę średnią w Gnjilanem, następnie ukończył studia albanistyczne w Prisztinie.
W kwietniu 1981 roku został aresztowany przez władze jugosłowiańskie oraz skazany na 4 lata pozbawienia wolności, w tym czasie został także pozbawiony możliwości publikacji swojej twórczości literackiej. Od 2001 do 2005 był deputowanym do Zgromadzenia Kosowa, gdzie reprezentował Demokratyczną Ligę Kosowa.

## Wybrana twórczość[1]
- Nën maskën e mysafirëve (1981)
- Ku i la lisat era (1990)
- Besoj në një diell (1992)
- Pika e Zezë (1993)
- Jetëshkrimi i Sylë Kopernicës (1994)
- Natyrë me vaj (1994)
- Maska e Mysafirëve (1997)
- Variacione për lirinë (1997)
- Ëndrra që puthet (2001)

## Życie prywatne
Żonaty, ojciec pięciu dzieci. Mieszka w Zhegërze.